# Saint-Clément-sur-Valsonne
Saint-Clément-sur-Valsonne è un comune francese di 741 abitanti situato nel dipartimento del Rodano della regione Alvernia-Rodano-Alpi.

## Società

### Evoluzione demografica
Abitanti censiti